# Serie A1 i volleyboll 2015–2016 (damer)
Serie A1 2015-2016 utspelade sig mellan 17 oktober 2015 och 2 maj 2016. I turneringen deltog 13 lag och vinnare av slutspelet och därmed italiensk mästare blev Imoco Volley för första gången.

## Regelverk

### Format
Lagen spelade seriespel där alla möte alla, både hemma och borta, denna del kallades regular season:
- De åtta första lagen i serien genomförde sedan en slutspelscup. Kvartsfinalerna och semifinalerna spelades i bäst av tre matcher, medan finalen spelades i bäst av fem matcher.
- Om skillnaden mellan lag 11 och 12 är fyra poäng eller mindre spelar spelar de kval i bäst av tre matcher mellan varandra om vilket lag som åker ner till serie A2. Om skillnaden är större åker lag 12 ner.
- Det sista laget i serien flyttades ner till Serie A2[3].

### Rankningskriterier
Om slutresultatet blev 3-0 eller 3-1 tilldelades 3 poäng till det vinnande laget och 0 till det förlorande laget, om slutresultatet blev 3-2 tilldelades 2 poäng till det vinnande laget och 1 till det förlorande laget. 
Rankningsordningen i serien definierades utifrån:
- Poäng
- Antal vunna matcher
- Kvot vunna / förlorade set
- Kvot vunna / förlorade poäng.

## Deltagande lag
Tretton lag deltog i serien. Uppflyttade från Serie A2 var Neruda Volley, som vann regular season och Obiettivo Risarcimento Volley som vann uppflyttningscupen. Dessutom tillät Federazione Italiana Pallavolo deras utvecklingslag Club Italia att delta.
| Klubb                               | Stad                        | Hemmaplan                  | Föregående säsong                                 |
| ----------------------------------- | --------------------------- | -------------------------- | ------------------------------------------------- |
| AGIL Volley                         | Novara                      | PalaTerdoppio              | 1:a i Serie A1; finalist i slutspelet             |
| Volley Bergamo                      | Bergamo                     | Palazzetto dello sport     | 8:a i Serie A1; kvartsfinal i slutspelet          |
| Futura Volley Busto Arsizio         | Busto Arsizio               | PalaPiantanida             | 5:a i Serie A1; kvartsfinal i slutspelet          |
| Volleyball Casalmaggiore            | Casalmaggiore               | PalaRadi                   | 2:a i Serie A1; italiensk mästare                 |
| Club Italia                         | Rom                         | PalaPiantanida             | 7:a i Serie A2; semifinalist i uppflyttningscupen |
| Promoball Volleyball Flero          | Flero                       | PalaGeorge                 | 7:a i Serie A1; kvartsfinal i slutspelet          |
| Imoco Volley                        | Conegliano                  | PalaVerde                  | 6:a i Serie A1; semifinal i slutspelet            |
| LJ Volley                           | Modena                      | PalaPanini                 | 3:a i Serie A1; kvartsfinal i slutspelet          |
| Neruda Volley                       | Bronzolo                    | PalaResia                  | 1:a i Serie A2                                    |
| Obiettivo Risarcimento Volley       | Villaverla                  | Palasport Città di Vicenza | 2:a i Serie A2; vinnare uppflyttningscupen        |
| River Volley                        | Piacenza                    | PalaBanca                  | 4:a i Serie A1; semifinal i slutspelet            |
| Azzurra Volley San Casciano         | San Casciano in Val di Pesa | Nelson Mandela Forum       | 10:a i Serie A1                                   |
| Pallavolo Scandicci Savino Del Bene | Scandicci                   | Palazzetto dello Sport     | 9:a i Serie A1                                    |

## Turneringen

### Regular season

#### Resultat
| Första omgången                  |                                        |     |                            |
|                                  |                                        |     |                            |
| Lag som inte spelar: Club Italia |                                        |     |                            |
| 17-10                            | Casalmaggiore - Obiettivo Risarcimento | 3-0 | 25-10, 25-19, 25-16        |
| 18-10                            | LJ - San Casciano                      | 3-0 | 25-20, 25-14, 25-20        |
| 18-10                            | River - Flero                          | 3-1 | 25-15, 28-26, 20-25, 25-20 |
| 18-10                            | Imoco - Bergamo                        | 3-1 | 29-31, 25-19, 25-23, 29-27 |
| 18-10                            | Savino Del Bene - Busto Arsizio        | 3-1 | 25-17, 21-25, 30-28, 25-15 |
| 18-10                            | Neruda - AGIL                          | 1-3 | 20-25, 18-25, 25-19, 23-25 |

| Tvåa giornata                        |                                |     |                                   |
|                                      |                                |     |                                   |
| Lag som inte spelar: Savino Del Bene |                                |     |                                   |
| 25-10                                | AGIL - Club Italia             | 3-1 | 25-21, 25-16, 23-25, 25-23        |
| 25-10                                | Busto Arsizio - Neruda         | 3-0 | 25-22, 25-22, 25-15               |
| 24-10                                | Bergamo - Casalmaggiore        | 1-3 | 25-23, 14-25, 13-25, 20-25        |
| 25-10                                | Flero - LJ                     | 3-0 | 25-23, 25-22, 25-14               |
| 25-10                                | San Casciano - River           | 3-2 | 20-25, 25-23, 23-25, 29-27, 15-13 |
| 25-10                                | Obiettivo Risarcimento - Imoco | 0-3 | 23-25, 21-25, 22-25               |

| Tredje omgången           |                                |     |                                   |
|                           |                                |     |                                   |
| Lag som inte spelar: AGIL |                                |     |                                   |
| 01-11                     | LJ - Busto Arsizio             | 3-0 | 25-18, 25-20, 25-15               |
| 01-11                     | Imoco - Casalmaggiore          | 3-2 | 25-19, 25-19, 24-26, 18-25, 15-11 |
| 31-10                     | Flero - Obiettivo Risarcimento | 1-3 | 26-24, 17-25, 18-25, 23-25        |
| 01-11                     | Savino Del Bene - Bergamo      | 1-3 | 26-28, 19-25, 25-16, 19-25        |
| 01-11                     | Neruda - San Casciano          | 3-1 | 20-25, 25-17, 25-19, 25-22        |
| 01-11                     | Club Italia - River            | 1-3 | 19-25, 31-29, 16-25, 15-25        |

| Fjärde omgången              |                                        |     |                                   |
|                              |                                        |     |                                   |
| Lag som inte spelar: Bergamo |                                        |     |                                   |
| 04-11                        | Casalmaggiore - Flero                  | 3-0 | 25-19, 30-28, 25-15               |
| 04-11                        | LJ - Club Italia                       | 3-0 | 25-18, 25-18, 25-15               |
| 05-11                        | River - Savino Del Bene                | 3-1 | 25-22, 25-17, 18-25, 27-25        |
| 04-11                        | Busto Arsizio - Obiettivo Risarcimento | 3-0 | 25-19, 25-20, 25-19               |
| 04-11                        | San Casciano - AGIL                    | 0-3 | 21-25, 22-25, 16-25               |
| 04-11                        | Neruda - Imoco                         | 3-2 | 29-27, 25-21, 16-25, 24-26, 19-17 |

| Femte omgången                     |                                |     |                                  |
|                                    |                                |     |                                  |
| Lag som inte spelar: Casalmaggiore |                                |     |                                  |
| 07-11                              | AGIL - LJ                      | 3-1 | 25-18, 22-25, 25-15, 25-23       |
| 08-11                              | Busto Arsizio - Imoco          | 3-1 | 25-22, 21-25, 25-17, 25-15       |
| 08-11                              | Bergamo - San Casciano         | 3-0 | 25-14, 25-19, 25-14              |
| 08-11                              | Flero - Club Italia            | 3-2 | 19-25, 25-15, 18-25, 26-24, 15-9 |
| 08-11                              | Savino Del Bene - Neruda       | 3-1 | 25-15, 23-25, 25-21, 25-23       |
| 08-11                              | Obiettivo Risarcimento - River | 0-3 | 19-25, 16-25, 22-25              |

| Sjätte omgången             |                                       |     |                                   |
|                             |                                       |     |                                   |
| Lag som inte spelar: Neruda |                                       |     |                                   |
| 14-11                       | Casalmaggiore - AGIL                  | 3-0 | 25-22, 25-13, 25-19               |
| 15-11                       | River - LJ                            | 2-3 | 25-22, 24-26, 25-21, 24-26, 10-15 |
| 15-11                       | Imoco - Flero                         | 3-0 | 26-24, 25-23, 25-17               |
| 15-11                       | Bergamo - Busto Arsizio               | 3-0 | 25-20, 25-21, 25-20               |
| 15-11                       | San Casciano - Obiettivo Risarcimento | 2-3 | 25-16, 16-25, 29-27, 19-25, 8-15  |
| 15-11                       | Club Italia - Savino Del Bene         | 0-3 | 12-25, 12-25, 17-25               |

| Sjunde omgången         |                                  |     |                                   |
|                         |                                  |     |                                   |
| Lag som inte spelar: LJ |                                  |     |                                   |
| 21-11                   | AGIL - Flero                     | 2-3 | 23-25, 20-25, 25-18, 25-18, 14-16 |
| 22-11                   | Busto Arsizio - Casalmaggiore    | 0-3 | 23-25, 20-25, 22-25               |
| 21-11                   | Imoco - River                    | 3-0 | 25-13, 25-23, 25-22               |
| 22-11                   | Savino Del Bene - San Casciano   | 3-0 | 25-9, 25-20, 25-17                |
| 22-11                   | Neruda - Club Italia             | 0-3 | 18-25, 22-25, 23-25               |
| 22-11                   | Obiettivo Risarcimento - Bergamo | 3-1 | 18-25, 25-17, 25-20, 25-22        |

| Åttonde omgången           |                                 |     |                                   |
|                            |                                 |     |                                   |
| Lag som inte spelar: River |                                 |     |                                   |
| 29-11                      | AGIL - Imoco                    | 3-1 | 25-18, 22-25, 25-23, 25-21        |
| 29-11                      | LJ - Casalmaggiore              | 3-0 | 25-16, 25-15, 25-16               |
| 29-11                      | Flero - Savino Del Bene         | 3-2 | 25-19, 25-27, 25-18, 17-25, 15-11 |
| 28-11                      | San Casciano - Busto Arsizio    | 1-3 | 19-25, 20-25, 25-19, 21-25        |
| 29-11                      | Neruda - Obiettivo Risarcimento | 2-3 | 21-25, 20-25, 25-17, 25-19, 13-15 |
| 29-11                      | Club Italia - Bergamo           | 3-2 | 25-20, 27-25, 22-25, 13-25, 15-13 |

| Nionde omgången                   |                             |     |                                   |
|                                   |                             |     |                                   |
| Lag som inte spelar: San Casciano |                             |     |                                   |
| 03-12                             | Casalmaggiore - Neruda      | 3-1 | 25-23, 20-25, 25-19, 25-19        |
| 02-12                             | Busto Arsizio - Flero       | 1-3 | 23-25, 13-25, 25-16, 24-26        |
| 02-12                             | Imoco - Club Italia         | 3-0 | 25-21, 25-23, 25-20               |
| 02-12                             | Bergamo - River             | 1-3 | 24-26, 25-15, 17-25, 20-25        |
| 02-12                             | Savino Del Bene - AGIL      | 2-3 | 12-25, 25-17, 25-23, 19-25, 13-15 |
| 02-12                             | Obiettivo Risarcimento - LJ | 1-3 | 15-25, 25-21, 26-28, 18-25        |

| Tionde omgången                             |                                 |     |                                  |
|                                             |                                 |     |                                  |
| Lag som inte spelar: Obiettivo Risarcimento |                                 |     |                                  |
| 06-12                                       | AGIL - Busto Arsizio            | 3-0 | 25-21, 25-23, 25-17              |
| 05-12                                       | LJ - Imoco                      | 1-3 | 25-21, 21-25, 23-25, 22-25       |
| 06-12                                       | River - Neruda                  | 3-0 | 25-13, 25-22, 25-22              |
| 06-12                                       | Flero - Bergamo                 | 1-3 | 25-20, 17-25, 20-25, 19-25       |
| 06-12                                       | Savino Del Bene - Casalmaggiore | 3-2 | 25-27, 23-25, 25-14, 27-25, 15-7 |
| 06-12                                       | Club Italia - San Casciano      | 3-0 | 25-15, 25-17, 25-23              |

| Elfte omgången                     |                                      |     |                                   |
|                                    |                                      |     |                                   |
| Lag som inte spelar: Busto Arsizio |                                      |     |                                   |
| 13-12                              | Casalmaggiore - River                | 3-1 | 25-21, 19-25, 25-17, 25-16        |
| 13-12                              | Imoco - Savino Del Bene              | 3-0 | 25-23, 25-22, 25-15               |
| 13-12                              | Bergamo - AGIL                       | 2-3 | 19-25, 25-22, 25-15, 24-26, 15-17 |
| 13-12                              | San Casciano - Flero                 | 0-3 | 14-25, 20-25, 17-25               |
| 12-12                              | Neruda - LJ                          | 0-3 | 26-28, 19-25, 19-25               |
| 13-12                              | Obiettivo Risarcimento - Club Italia | 1-3 | 25-21, 20-25, 23-25, 24-26        |

| Tolfte omgången            |                                          |     |                                   |
|                            |                                          |     |                                   |
| Lag som inte spelar: Imoco |                                          |     |                                   |
| 19-12                      | AGIL - River                             | 0-3 | 18-25, 20-25, 22-25               |
| 19-12                      | Casalmaggiore - San Casciano             | 3-2 | 25-19, 18-25, 25-20, 14-25, 15-10 |
| 19-12                      | Busto Arsizio - Club Italia              | 3-0 | 25-18, 25-20, 25-13               |
| 19-12                      | Bergamo - LJ                             | 3-0 | 25-16, 25-18, 25-18               |
| 19-12                      | Flero - Neruda                           | 1-3 | 25-23, 21-25, 23-25, 21-25        |
| 19-12                      | Savino Del Bene - Obiettivo Risarcimento | 3-1 | 25-15, 25-16, 16-25, 26-24        |

| Trettonde omgången         |                               |     |                                   |
|                            |                               |     |                                   |
| Lag som inte spelar: Flero |                               |     |                                   |
| 22-12                      | LJ - Savino Del Bene          | 3-1 | 23-25, 25-16, 25-21, 25-14        |
| 22-12                      | River - Busto Arsizio         | 3-1 | 19-25, 25-21, 25-22, 25-19        |
| 22-12                      | Imoco - San Casciano          | 3-0 | 25-19, 26-24, 27-25               |
| 22-12                      | Neruda - Bergamo              | 0-3 | 22-25, 19-25, 23-25               |
| 22-12                      | Obiettivo Risarcimento - AGIL | 0-3 | 19-25, 20-25, 18-25               |
| 22-12                      | Club Italia - Casalmaggiore   | 2-3 | 13-25, 25-22, 25-22, 15-25, 13-15 |

| Fjortonde omgången               |                                        |     |                            |
|                                  |                                        |     |                            |
| Lag som inte spelar: Club Italia |                                        |     |                            |
| 17-01                            | Obiettivo Risarcimento - Casalmaggiore | 0-3 | 18-25, 16-25, 17-25        |
| 17-01                            | San Casciano - LJ                      | 1-3 | 18-25, 19-25, 25-23, 23-25 |
| 17-01                            | Flero - River                          | 0-3 | 19-25, 20-25, 20-25        |
| 16-01                            | Bergamo - Imoco                        | 0-3 | 23-25, 17-25, 16-25        |
| 17-01                            | Busto Arsizio - Savino Del Bene        | 1-3 | 13-25, 26-24, 20-25, 17-25 |
| 17-01                            | AGIL - Neruda                          | 3-0 | 25-23, 25-13, 25-18        |

| Femtonde omgången                    |                                |     |                            |
|                                      |                                |     |                            |
| Lag som inte spelar: Savino Del Bene |                                |     |                            |
| 24-01                                | Club Italia - AGIL             | 0-3 | 23-25, 18-25, 18-25        |
| 24-01                                | Neruda - Busto Arsizio         | 0-3 | 20-25, 25-27, 23-25        |
| 24-01                                | Casalmaggiore - Bergamo        | 3-1 | 25-27, 25-19, 25-23, 25-21 |
| 23-01                                | LJ - Flero                     | 1-3 | 25-27, 25-16, 15-25, 24-26 |
| 24-01                                | River - San Casciano           | 3-1 | 25-19, 27-25, 33-35, 25-19 |
| 24-01                                | Imoco - Obiettivo Risarcimento | 3-0 | 25-15, 25-21, 25-22        |

| Sextonde omgången         |                                |     |                                   |
|                           |                                |     |                                   |
| Lag som inte spelar: AGIL |                                |     |                                   |
| 31-01                     | Busto Arsizio - LJ             | 0-3 | 19-25, 20-25, 24-26               |
| 31-01                     | Casalmaggiore - Imoco          | 2-3 | 22-25, 15-25, 25-23, 25-13, 10-15 |
| 31-01                     | Obiettivo Risarcimento - Flero | 1-3 | 18-25, 19-25, 25-21, 19-25        |
| 31-01                     | Bergamo - Savino Del Bene      | 3-1 | 25-23, 25-16, 24-26, 25-22        |
| 31-01                     | San Casciano - Neruda          | 3-2 | 15-25, 25-22, 25-20, 23-25, 15-12 |
| 30-01                     | River - Club Italia            | 3-1 | 25-19, 21-25, 25-16, 25-23        |

| Sjuttonde omgången           |                                        |     |                            |
|                              |                                        |     |                            |
| Lag som inte spelar: Bergamo |                                        |     |                            |
| 03-02                        | Flero - Casalmaggiore                  | 1-3 | 14-25, 25-22, 19-25, 21-25 |
| 02-02                        | Club Italia - LJ                       | 0-3 | 19-25, 15-25, 18-25        |
| 03-02                        | Savino Del Bene - River                | 1-3 | 25-23, 15-25, 15-25, 16-25 |
| 03-02                        | Obiettivo Risarcimento - Busto Arsizio | 1-3 | 25-23, 23-25, 25-27, 23-25 |
| 03-02                        | AGIL - San Casciano                    | 3-0 | 25-22, 25-22, 25-22        |
| 03-02                        | Imoco - Neruda                         | 3-0 | 25-22, 25-8, 25-17         |

| Artonde omgången                   |                                |     |                                   |
|                                    |                                |     |                                   |
| Lag som inte spelar: Casalmaggiore |                                |     |                                   |
| 07-02                              | LJ - AGIL                      | 3-0 | 27-25, 25-22, 25-17               |
| 06-02                              | Imoco - Busto Arsizio          | 3-0 | 25-19, 25-21, 25-14               |
| 07-02                              | San Casciano - Bergamo         | 0-3 | 22-25, 17-25, 19-25               |
| 06-02                              | Club Italia - Flero            | 3-2 | 25-21, 21-25, 25-21, 23-25, 15-10 |
| 07-02                              | Neruda - Savino Del Bene       | 1-3 | 24-26, 27-25, 16-25, 10-25        |
| 07-02                              | River - Obiettivo Risarcimento | 3-0 | 25-21, 25-15, 25-17               |

| Nittonde omgången           |                                       |     |                                   |
|                             |                                       |     |                                   |
| Lag som inte spelar: Neruda |                                       |     |                                   |
| 13-02                       | AGIL - Casalmaggiore                  | 3-2 | 25-19, 25-21, 18-25, 23-25, 15-11 |
| 14-02                       | LJ - River                            | 3-2 | 25-22, 24-26, 25-15, 22-25, 16-14 |
| 14-02                       | Flero - Imoco                         | 2-3 | 25-22, 18-25, 28-26, 21-25, 13-15 |
| 14-02                       | Busto Arsizio - Bergamo               | 0-3 | 15-25, 23-25, 20-25               |
| 14-02                       | Obiettivo Risarcimento - San Casciano | 3-1 | 18-25, 25-23, 25-23, 27-25        |
| 14-02                       | Savino Del Bene - Club Italia         | 3-0 | 25-23, 25-16, 25-21               |

| Tjugonde omgången       |                                  |     |                                   |
|                         |                                  |     |                                   |
| Lag som inte spelar: LJ |                                  |     |                                   |
| 20-02                   | Flero - AGIL                     | 0-3 | 18-25, 13-25, 22-25               |
| 21-02                   | Casalmaggiore - Busto Arsizio    | 3-2 | 18-25, 30-28, 25-21, 16-25, 15-11 |
| 21-02                   | River - Imoco                    | 1-3 | 25-20, 16-25, 21-25, 24-26        |
| 21-02                   | San Casciano - Savino Del Bene   | 2-3 | 11-25, 19-25, 25-20, 25-21, 13-15 |
| 21-02                   | Club Italia - Neruda             | 3-1 | 25-17, 25-23, 23-25, 25-17        |
| 21-02                   | Bergamo - Obiettivo Risarcimento | 1-3 | 25-13, 28-30, 25-27, 22-25        |

| Tjugoförsta omgången       |                                 |     |                            |
|                            |                                 |     |                            |
| Lag som inte spelar: River |                                 |     |                            |
| 28-02                      | Imoco - AGIL                    | 3-0 | 25-16, 25-22, 25-22        |
| 28-02                      | Casalmaggiore - LJ              | 3-1 | 23-25, 25-22, 25-15, 27-25 |
| 28-02                      | Savino Del Bene - Flero         | 3-0 | 25-15, 25-23, 25-21        |
| 28-02                      | Busto Arsizio - San Casciano    | 3-1 | 25-19, 17-25, 25-22, 26-24 |
| 27-02                      | Obiettivo Risarcimento - Neruda | 3-0 | 25-15, 25-23, 25-20        |
| 28-02                      | Bergamo - Club Italia           | 3-0 | 25-13, 25-20, 25-20        |

| Tjugoandra omgången               |                             |     |                                   |
|                                   |                             |     |                                   |
| Lag som inte spelar: San Casciano |                             |     |                                   |
| 02-03                             | Neruda - Casalmaggiore      | 0-3 | 11-25, 19-25, 14-25               |
| 02-03                             | Flero - Busto Arsizio       | 3-2 | 17-25, 25-20, 23-25, 25-16, 19-17 |
| 02-03                             | Club Italia - Imoco         | 0-3 | 17-25, 17-25, 23-25               |
| 03-03                             | River - Bergamo             | 3-0 | 25-22, 25-15, 25-23               |
| 02-03                             | AGIL - Savino Del Bene      | 1-3 | 25-23, 28-30, 21-25, 16-25        |
| 02-03                             | LJ - Obiettivo Risarcimento | 3-2 | 20-25, 25-19, 27-29, 25-16, 15-13 |

| Tjugotredje omgången                        |                                 |     |                                   |
|                                             |                                 |     |                                   |
| Lag som inte spelar: Obiettivo Risarcimento |                                 |     |                                   |
| 05-03                                       | Busto Arsizio - AGIL            | 2-3 | 26-24, 21-25, 25-22, 27-29, 12-15 |
| 06-03                                       | Imoco - LJ                      | 3-2 | 25-22, 21-25, 23-25, 25-13, 15-11 |
| 06-03                                       | Neruda - River                  | 0-3 | 19-25, 13-25, 23-25               |
| 06-03                                       | Bergamo - Flero                 | 3-0 | 25-15, 25-16, 27-25               |
| 05-03                                       | Casalmaggiore - Savino Del Bene | 3-1 | 25-22, 26-24, 25-27, 25-17        |
| 06-03                                       | San Casciano - Club Italia      | 3-1 | 25-15, 25-19, 18-25, 25-17        |

| Tjugofjärde omgången               |                                      |     |                                   |
|                                    |                                      |     |                                   |
| Lag som inte spelar: Busto Arsizio |                                      |     |                                   |
| 13-03                              | River - Casalmaggiore                | 3-1 | 25-22, 25-22, 20-25, 25-19        |
| 12-03                              | Savino Del Bene - Imoco              | 1-3 | 19-25, 25-18, 19-25, 19-25        |
| 13-03                              | AGIL - Bergamo                       | 3-2 | 16-25, 25-19, 28-26, 22-25, 15-12 |
| 13-03                              | Flero - San Casciano                 | 3-0 | 26-24, 25-20, 25-22               |
| 13-03                              | LJ - Neruda                          | 3-1 | 25-21, 21-25, 25-12, 25-17        |
| 13-03                              | Club Italia - Obiettivo Risarcimento | 3-2 | 17-25, 13-25, 25-23, 25-22, 15-13 |

| Tjugofemte omgången        |                                          |     |                                   |
|                            |                                          |     |                                   |
| Lag som inte spelar: Imoco |                                          |     |                                   |
| 26-03                      | River - AGIL                             | 0-3 | 23-25, 23-25, 20-25               |
| 26-03                      | San Casciano - Casalmaggiore             | 0-3 | 18-25, 16-25, 23-25               |
| 26-03                      | Club Italia - Busto Arsizio              | 1-3 | 22-25, 25-22, 20-25, 22-25        |
| 26-03                      | LJ - Bergamo                             | 2-3 | 20-25, 25-16, 28-26, 18-25, 11-15 |
| 26-03                      | Neruda - Flero                           | 0-3 | 23-25, 18-25, 19-25               |
| 26-03                      | Obiettivo Risarcimento - Savino Del Bene | 0-3 | 15-25, 16-25, 20-25               |

| Tjugosjätte omgången       |                               |     |                            |
|                            |                               |     |                            |
| Lag som inte spelar: Flero |                               |     |                            |
| 02-04                      | Savino Del Bene - LJ          | 3-0 | 25-17, 25-21, 25-21        |
| 02-04                      | Busto Arsizio - River         | 0-3 | 19-25, 23-25, 18-25        |
| 02-04                      | San Casciano - Imoco          | 3-1 | 25-20, 25-20, 20-25, 25-15 |
| 02-04                      | Bergamo - Neruda              | 3-1 | 25-18, 21-25, 25-21, 25-17 |
| 02-04                      | AGIL - Obiettivo Risarcimento | 3-0 | 25-18, 25-16, 25-14        |
| 02-04                      | Casalmaggiore - Club Italia   | 3-1 | 17-25, 26-24, 25-17, 25-20 |

#### Sluttabell
| Pos. | Lag                                 | Pt | M  | V  | F  | VS | FS | Kvot  | VP    | FP    | Kvot  |
| ---- | ----------------------------------- | -- | -- | -- | -- | -- | -- | ----- | ----- | ----- | ----- |
| 1.   | Imoco Volley                        | 57 | 24 | 20 | 4  | 65 | 24 | 2,708 | 2 089 | 1 870 | 1,117 |
| 2.   | Volleyball Casalmaggiore            | 55 | 24 | 18 | 6  | 63 | 32 | 1,968 | 2 149 | 1 946 | 1,104 |
| 3.   | River Volley                        | 54 | 24 | 17 | 7  | 59 | 30 | 1,966 | 2 093 | 1 904 | 1,099 |
| 4.   | AGIL Volley                         | 50 | 24 | 18 | 6  | 57 | 32 | 1,781 | 2 033 | 1 890 | 1,075 |
| 5.   | LJ Volley                           | 44 | 24 | 15 | 9  | 53 | 37 | 1,432 | 2 047 | 1 908 | 1,072 |
| 6.   | Pallavolo Scandicci Savino Del Bene | 42 | 24 | 14 | 10 | 53 | 40 | 1,325 | 2 103 | 1 964 | 1,070 |
| 7.   | Volley Bergamo                      | 41 | 24 | 13 | 11 | 51 | 39 | 1,307 | 2 064 | 1 937 | 1,065 |
| 8.   | Promoball Volleyball Flero          | 31 | 24 | 11 | 13 | 42 | 50 | 0,840 | 1 984 | 2 066 | 0,960 |
| 9.   | Futura Volley Busto Arsizio         | 30 | 24 | 9  | 15 | 37 | 50 | 0,740 | 1 914 | 1 990 | 0,961 |
| 10.  | Obiettivo Risarcimento Volley       | 21 | 24 | 7  | 17 | 30 | 59 | 0,508 | 1 853 | 2 064 | 0,897 |
| 11.  | Club Italia                         | 20 | 24 | 7  | 17 | 31 | 59 | 0,525 | 1 828 | 2 078 | 0,879 |
| 12.  | Azzurra Volley San Casciano         | 13 | 24 | 4  | 20 | 24 | 66 | 0,363 | 1 856 | 2 098 | 0,884 |
| 13.  | Neruda Volley                       | 10 | 24 | 3  | 21 | 20 | 67 | 0,298 | 1 778 | 2 076 | 0,856 |

      Kvalificerade för slutspel.
      Nerflyttade till Serie A2.

### Slutspel

#### Spelschema
|  | Kvartsfinaler | Kvartsfinaler                       | Kvartsfinaler | Kvartsfinaler | Kvartsfinaler |   |                | Semifinaler  | Semifinaler | Semifinaler | Semifinaler | Semifinaler |  |  | Final | Final | Final | Final | Final | Final | Final |  |
|  |               |                                     |               |               |               |   |                |              |             |             |             |             |  |  |       |       |       |       |       |       |       |  |
|  | 1             | Imoco Volley                        | 3             | 3             |               |   |                |              |             |             |             |             |  |  |       |       |       |       |       |       |       |  |
|  | 1             | Imoco Volley                        | 3             | 3             |               |   |                |              |             |             |             |             |  |  |       |       |       |       |       |       |       |  |
|  | 8             | Promoball Volleyball Flero          | 0             | 2             |               |   |                |              |             |             |             |             |  |  |       |       |       |       |       |       |       |  |
|  | 8             | Promoball Volleyball Flero          | 0             | 2             |               | 1 | Imoco Volley   | 3            | 3           |             |             |             |  |  |       |       |       |       |       |       |       |  |
|  |               |                                     |               |               |               | 1 | Imoco Volley   | 3            | 3           |             |             |             |  |  |       |       |       |       |       |       |       |  |
|  |               |                                     | 5             | LJ Volley     | 2             | 1 |                |              |             |             |             |             |  |  |       |       |       |       |       |       |       |  |
|  | 4             | AGIL Volley                         | 5             | LJ Volley     | 2             | 1 | 0              | 3            | 1           |             |             |             |  |  |       |       |       |       |       |       |       |  |
|  | 4             | AGIL Volley                         |               |               |               |   |                |              |             |             |             |             |  |  |       |       |       |       |       |       |       |  |
|  | 5             | LJ Volley                           | 3             | 1             | 3             |   |                |              |             |             |             |             |  |  |       |       |       |       |       |       |       |  |
|  | 5             | LJ Volley                           | 3             | 1             | 3             |   | 1              | Imoco Volley | 3           | 3           | 1           | 3           |  |  |       |       |       |       |       |       |       |  |
|  |               |                                     |               |               |               |   |                |              |             |             |             |             |  |  |       |       |       |       |       |       |       |  |
|  |               |                                     | 3             | River Volley  | 0             | 0 | 3              | 0            |             |             |             |             |  |  |       |       |       |       |       |       |       |  |
|  | 2             | Volleyball Casalmaggiore            | 3             | River Volley  | 0             | 0 | 3              | 0            | 0           | 1           |             |             |  |  |       |       |       |       |       |       |       |  |
|  | 2             | Volleyball Casalmaggiore            |               |               |               |   |                |              |             |             |             |             |  |  |       |       |       |       |       |       |       |  |
|  | 7             | Volley Bergamo                      | 3             | 3             |               |   |                |              |             |             |             |             |  |  |       |       |       |       |       |       |       |  |
|  | 7             | Volley Bergamo                      | 3             | 3             |               | 7 | Volley Bergamo | 1            | 3           | 1           |             |             |  |  |       |       |       |       |       |       |       |  |
|  |               |                                     |               |               |               | 7 | Volley Bergamo | 1            | 3           | 1           |             |             |  |  |       |       |       |       |       |       |       |  |
|  |               |                                     | 3             | River Volley  | 3             | 1 | 3              |              |             |             |             |             |  |  |       |       |       |       |       |       |       |  |
|  | 3             | River Volley                        | 3             | River Volley  | 3             | 1 | 3              | 1            | 3           | 3           |             |             |  |  |       |       |       |       |       |       |       |  |
|  | 3             | River Volley                        |               |               |               |   |                |              |             | 3           |             |             |  |  |       |       |       |       |       |       |       |  |
|  | 6             | Pallavolo Scandicci Savino Del Bene | 3             | 2             | 1             |   |                |              |             |             |             |             |  |  |       |       |       |       |       |       |       |  |

#### Resultat

##### Kvartsfinaler
| Match 1 |                         |     |                            |
|         |                         |     |                            |
| 12-04   | Flero - Imoco           | 0-3 | 19-25, 19-25, 22-25        |
| 12-04   | LJ - AGIL               | 3-0 | 25-19, 25-22, 25-18        |
| 13-04   | Bergamo - Casalmaggiore | 3-0 | 25-16, 25-15, 25-22        |
| 13-04   | Savino Del Bene - River | 3-1 | 25-18, 25-22, 20-25, 25-14 |

| Match 2 |                         |     |                                   |
|         |                         |     |                                   |
| 14-04   | Imoco - Flero           | 3-2 | 25-19, 16-25, 18-25, 25-17, 19-17 |
| 14-04   | AGIL - LJ               | 3-1 | 25-20, 23-25, 25-14, 25-20        |
| 15-05   | Casalmaggiore - Bergamo | 1-3 | 21-25, 15-25, 25-20, 18-25        |
| 15-05   | River - Savino Del Bene | 3-2 | 25-27, 25-18, 27-25, 18-25, 15-12 |

| Match 3 |                         |     |                            |
|         |                         |     |                            |
| 16-04   | AGIL - LJ               | 1-3 | 25-17, 16-25, 23-25, 23-25 |
| 17-04   | River - Savino Del Bene | 3-1 | 22-25, 25-19, 25-19, 25-22 |

##### Semifinaler
| Match 1 |                 |     |                                  |
|         |                 |     |                                  |
| 19-04   | LJ - Imoco      | 2-3 | 25-27, 18-25, 26-24, 25-16, 8-15 |
| 20-04   | Bergamo - River | 1-3 | 21-25, 25-18, 19-25, 26-28       |

| Match 2 |                 |     |                            |
|         |                 |     |                            |
| 21-04   | Imoco - LJ      | 3-1 | 23-25, 26-24, 25-22, 25-19 |
| 22-04   | River - Bergamo | 1-3 | 25-21, 19-25, 19-25, 23-25 |

| Match 3 |                 |     |                            |
|         |                 |     |                            |
| 24-04   | River - Bergamo | 3-1 | 28-26, 23-25, 25-16, 25-20 |

##### Final
| Match 1 |               |     |                     |
|         |               |     |                     |
| 26-04   | Imoco - River | 3-0 | 25-17, 25-20, 25-23 |

| Match 2 |               |     |                     |
|         |               |     |                     |
| 28-04   | River - Imoco | 0-3 | 27-29, 21-25, 23-25 |

| Match 3 |               |     |                            |
|         |               |     |                            |
| 30-04   | River - Imoco | 3-1 | 23-25, 25-21, 25-22, 26-24 |

| Match 4 |               |     |                     |
|         |               |     |                     |
| 02-05   | Imoco - River | 3-0 | 25-21, 25-18, 25-20 |

## Resultat för deltagande i andra turneringar
| Lag                         | Turnering                    |
| --------------------------- | ---------------------------- |
| Imoco Volley                | CEV Champions League 2016–17 |
| River Volley                | CEV Champions League 2016–17 |
| Volley Bergamo              | CEV Cup 2016–17              |
| Volleyball Casalmaggiore    | CEV Cup 2016–17              |
| AGIL Volley                 | CEV Challenge Cup 2016-2017  |
| Neruda Volley               | Serie A2 2016–17             |
| Azzurra Volley San Casciano | Serie A2 2016–17             |

## Statistik
| Vunna poäng | Vunna poäng       | Vunna poäng | Vunna poäng                         |
| Pos.        | Namn              | Poäng       | Lag                                 |
| ----------- | ----------------- | ----------- | ----------------------------------- |
| 1           | Berenika Tomsia   | 472         | Promoball Volleyball Flero          |
| 2           | Karsta Lowe       | 464         | Futura Volley Busto Arsizio         |
| 3           | Samanta Fabris    | 438         | AGIL Volley                         |
| 4           | Margareta Kozuch  | 401         | Volleyball Casalmaggiore            |
| 5           | Katarina Barun    | 400         | Volley Bergamo                      |
| 6           | Emilija Nikolova  | 394         | Pallavolo Scandicci Savino Del Bene |
| 7           | Megan Hodge       | 386         | Imoco Volley                        |
| 8           | Valentina Diouf   | 382         | LJ Volley                           |
| 9           | Carmen Țurlea     | 362         | Azzurra Volley San Casciano         |
| 10          | Brayelin Martínez | 360         | Neruda Volley                       |

| Vunna attacker | Vunna attacker    | Vunna attacker | Vunna attacker                      |
| Pos.           | Namn              | Poäng          | Lag                                 |
| -------------- | ----------------- | -------------- | ----------------------------------- |
| 1              | Karsta Lowe       | 419            | Futura Volley Busto Arsizio         |
| 2              | Berenika Tomsia   | 418            | Promoball Volleyball Flero          |
| 3              | Samanta Fabris    | 383            | AGIL Volley                         |
| 4              | Margareta Kozuch  | 359            | Volleyball Casalmaggiore            |
| 5              | Emilija Nikolova  | 354            | Pallavolo Scandicci Savino Del Bene |
| 6              | Megan Hodge       | 350            | Imoco Volley                        |
| 7              | Brayelin Martínez | 332            | Neruda Volley                       |
| 8              | Carmen Țurlea     | 329            | Azzurra Volley San Casciano         |
| 9              | Katarina Barun    | 325            | Volley Bergamo                      |
| 10             | Valentina Diouf   | 320            | LJ Volley                           |

| Vunna block | Vunna block       | Vunna block | Vunna block                         |
| Pos.        | Namn              | Poäng       | Lag                                 |
| ----------- | ----------------- | ----------- | ----------------------------------- |
| 1           | Jovana Stevanović | 107         | Volleyball Casalmaggiore            |
| 2           | Giulia Pisani     | 79          | Futura Volley Busto Arsizio         |
| 2           | Rachael Adams     | 79          | Imoco Volley                        |
| 4           | Anna Danesi       | 70          | Club Italia                         |
| 5           | Raphaela Folie    | 68          | LJ Volley                           |
| 6           | Mina Popović      | 63          | Obiettivo Risarcimento Volley       |
| 7           | Laura Heyrman     | 59          | LJ Volley                           |
| 7           | Federica Stufi    | 59          | Pallavolo Scandicci Savino Del Bene |
| 9           | Lauren Gibbemeyer | 58          | Volleyball Casalmaggiore            |
| 10          | Freya Aelbrecht   | 54          | Volley Bergamo                      |
| 10          | Beatrice Berti    | 54          | Club Italia                         |
| 10          | Simona Gioli      | 54          | Promoball Volleyball Flero          |

| Serveess | Serveess          | Serveess | Serveess                            |
| Pos.     | Namn              | Poäng    | Lag                                 |
| -------- | ----------------- | -------- | ----------------------------------- |
| 1        | Valentina Tirozzi | 36       | Volleyball Casalmaggiore            |
| 2        | Katarina Barun    | 34       | Volley Bergamo                      |
| 3        | Floortje Meijners | 33       | River Volley                        |
| 4        | Sara Loda         | 31       | Pallavolo Scandicci Savino Del Bene |
| 5        | Samanta Fabris    | 30       | AGIL Volley                         |
| 5        | Kelsey Robinson   | 30       | Imoco Volley                        |
| 7        | Paola Egonu       | 28       | Club Italia                         |
| 7        | Jovana Stevanović | 28       | Volleyball Casalmaggiore            |
| 9        | Celeste Plak      | 27       | Volley Bergamo                      |
| 9        | Indre Sorokaite   | 27       | River Volley                        |

| Perfekta mottagningar | Perfekta mottagningar | Perfekta mottagningar | Perfekta mottagningar         |
| Pos.                  | Namn                  | Poäng                 | Lag                           |
| --------------------- | --------------------- | --------------------- | ----------------------------- |
| 1                     | Alessia Gennari       | 266                   | Volley Bergamo                |
| 2                     | Sara Paris            | 247                   | Neruda Volley                 |
| 3                     | Maren Brinker         | 234                   | Promoball Volleyball Flero    |
| 4                     | Elisa Cella           | 224                   | Obiettivo Risarcimento Volley |
| 5                     | Valentina Tirozzi     | 217                   | Volleyball Casalmaggiore      |
| 6                     | Giulia Leonardi       | 212                   | River Volley                  |
| 7                     | Ilaria Spirito        | 210                   | Club Italia                   |
| 8                     | Luna Carocci          | 209                   | Promoball Volleyball Flero    |
| 9                     | Dóra Horváth          | 203                   | LJ Volley                     |
| 10                    | Kelsey Robinson       | 200                   | Imoco Volley                  |

OBS: Uppgifterna gäller enbart regular season